# Syusy Blady
Syusy Blady, pseudonimo di Maurizia Giusti (Bologna, 7 febbraio 1952), è una conduttrice televisiva, cabarettista e scrittrice italiana.

## Biografia

Il cast de L'araba fenice. Syusy Blady è in basso al centro

Laureata in pedagogia all'Università di Bologna, inizia l'attività teatrale molto giovane con insegnanti e ragazzi con il gruppo "Giochiamo davvero". Negli anni settanta milita nel Collettivo Femminista Bolognese per il quale realizza dei cortometraggi in super8.
Esordisce negli anni ottanta in qualità di autrice e animatrice dello spettacolo dal vivo Gran Pavese Varietà, proposto nel circolo Arci Cesare Pavese nella storica via del Pratello a Bologna, assieme a Patrizio Roversi, Stefano Bicocchi in arte Vito, Olga Durano, Eraldo Turra e Luciano Manzalini (poi divenuti i Gemelli Ruggeri).
Successivamente è in RAI con I Mixserabili e Granpaese varietà (di cui è autrice insieme a Patrizio Roversi e Gino Castaldo).
Partecipa ad alcuni programmi di successo quali Drive In e La TV delle ragazze, mentre nel 1987 ha ideato e condotto, assieme a Davide Parenti e Patrizio Roversi, il programma di seconda serata di Italia 1 Lupo solitario, che ottenne un ottimo successo di critica. Sempre in quell'anno partecipa al film giallo per bambini Operazione pappagallo opera prima del regista Marco Di Tillo. L'anno seguente, nella stessa fascia oraria, va in onda nel format di Ricci, L'araba fenice, programma al quale prende parte insieme a tutto il cast di Lupo solitario. Sempre in questi anni, propone il suo personaggio di "tap model" ironizzando sul suo aspetto fisico, contro lo strapotere delle top model, organizza due concorsi di bellezza "Tap Model" ai quali prendono parte molte donne che condividono con lei l'ideologia Tap.
Scrive per Longanesi Il manuale della Tap model e incide alcune canzoni, come Tocca toccami o Sballo a Cesenatico, o la sigla di Lupo solitario, Ninna nanna yee. Nel 2004 è inoltre apparsa sulla rivista Max come protagonista di un calendario ironicamente e provocatoriamente sexy. Nel 1993 ha avuto l'idea di portare con sé una telecamera non professionale in un viaggio in India fatto insieme al marito Patrizio Roversi, idea dalla quale è nata la trasmissione Turisti per caso, che li vede impegnati in viaggi per il mondo che andranno in onda in prima serata per Rai 2 e poi per Rai 3.
Nel 2004 i due hanno dato vita a uno spin off della trasmissione, intitolato Velisti per caso e ambientato su una barca a vela. Nella primavera del 2004, insieme a Roversi, passa alle reti Mediaset, dove conduce la trasmissione di seconda serata di Rete 4 Ultima razzia, dedicata al mondo dei libri, della musica e del cinema.
Nel 2005 è stata protagonista, stavolta da sola e senza Roversi, di Misteri per caso, che racconta dei misteri da lei scoperti negli anni passati visitando il mondo con il suo più famoso programma. Sempre nel 2005 ha partecipato al programma di Rai 1 Ballando con le stelle. Nel 2006, sempre su Rai 3, sono andate in onda cinque puntate sull'Africa della serie Turisti per caso.
Ha inoltre realizzato come regista il cortometraggio Ciccio Colonna presentato al Genova Film Festival e alla prima edizione dell'Ischia Film Festival nel 2003 segnalato dalla critica. Ha partecipato all'ultimo film di Fellini La voce della Luna come Sorella della Luna. Ha scritto per Feltrinelli assieme a Sandro Toni Vocabolario sessuato, le parole viste dalle donne e dagli uomini, mentre per Einaudi, con Patrizio Roversi, è stata autrice di Quel poco che abbiamo capito del mondo facendo i Turisti per caso. Nel 2008 ha pubblicato sempre per l'Einaudi il suo primo romanzo: Tango inesorabile. Nel 2011 per Rizzoli ha pubblicato il libro Misteri per caso.
Dal 23 settembre 2009 conduce insieme a Patrizio Roversi il nuovo programma In viaggio con Darwin su Sky Uno. Realizza per "Il festival della Genetica" il documentario La stele di zia Rosina sulla Mongolia. Da sola idea e conduce I popoli del mare, trasmesso dal 3 ottobre 2009 su Yacht & Sail (SKY Italia). In aprile 2010 conduce con Patrizio Roversi il programma radiofonico quotidiano Isoradio non per caso in onda su Isoradio.
Nel giugno 2010 realizza per Altromercato il documentario: Yo valgo Yo puedo… sulle donne tessitrici del Guatemala; nel dicembre dello stesso anno è in onda sul canale Yacht & Sail di Sky con la seconda serie I popoli del mare, da lei ideata e condotta, sulla storia sconosciuta delle nostre origini pelasgiche. È tornata in televisione nel marzo 2012, sempre insieme a Patrizio Roversi, per condurre tre serie del programma di viaggi Slow Tour - italiani non per caso, in onda ogni mattina su Retequattro.
Nell'aprile 2014 viene candidata, alle Elezioni europee del 2014 in Italia come capolista di Verdi Europei - Green Italia nella Circoscrizione Italia nord-orientale (che raccoglie i 14 collegi elettorali dell'Emilia-Romagna, del Friuli-Venezia Giulia, del Trentino-Alto Adige e del Veneto). Raccoglie più di 4.157 voti che non le permettono di essere eletta anche a causa dello 0,89% ottenuto dai Verdi.
Nel 2015 è Ambassador insieme a Patrizio Roversi di Expo 2015, i suoi video sui viaggi in Italia sono inclusi nei canali ufficiali di Padiglione Italia.
Nell'estate 2016 è alla conduzione della trasmissione di viaggi In viaggio con la zia, insieme a Livio Beshir, in onda ogni sabato mattina su Rai 1 nella fascia del mezzogiorno.
In giugno 2018 conduce insieme alla figlia Zoe Roversi Giusti la trasmissione di viaggi in Italia a basso impatto ambientale "In viaggio con mia figlia", in onda ogni domenica mattina su Rete 4.
Ad agosto 2020 è uscito in edicola il primo numero del mensile di viaggi Turisti per Caso Slow Tour, edito da Sprea Editori, di cui Syusy è direttrice e autrice insieme a Patrizio Roversi. L'esperienza segue quella della rivista cartacea Turisti per Caso Magazine, in edicola dal 2009 al 2019 edita da Edizioni Master.
Nel 2021 è protagonista di una web serie in 10 episodi in coppia con la figlia Zoe sul tema della bioeconomia e del riuso sostenibile per Biovoices. Durante l'estate presenta in coppia con Patrizio Roversi una serie di 12 clip in onda su ÈTV sulle iniziative del calendario estivo del Comune di Bologna, BolognaEstate2021. 
Gestisce il blog Nomadizziamoci.

## Vita privata

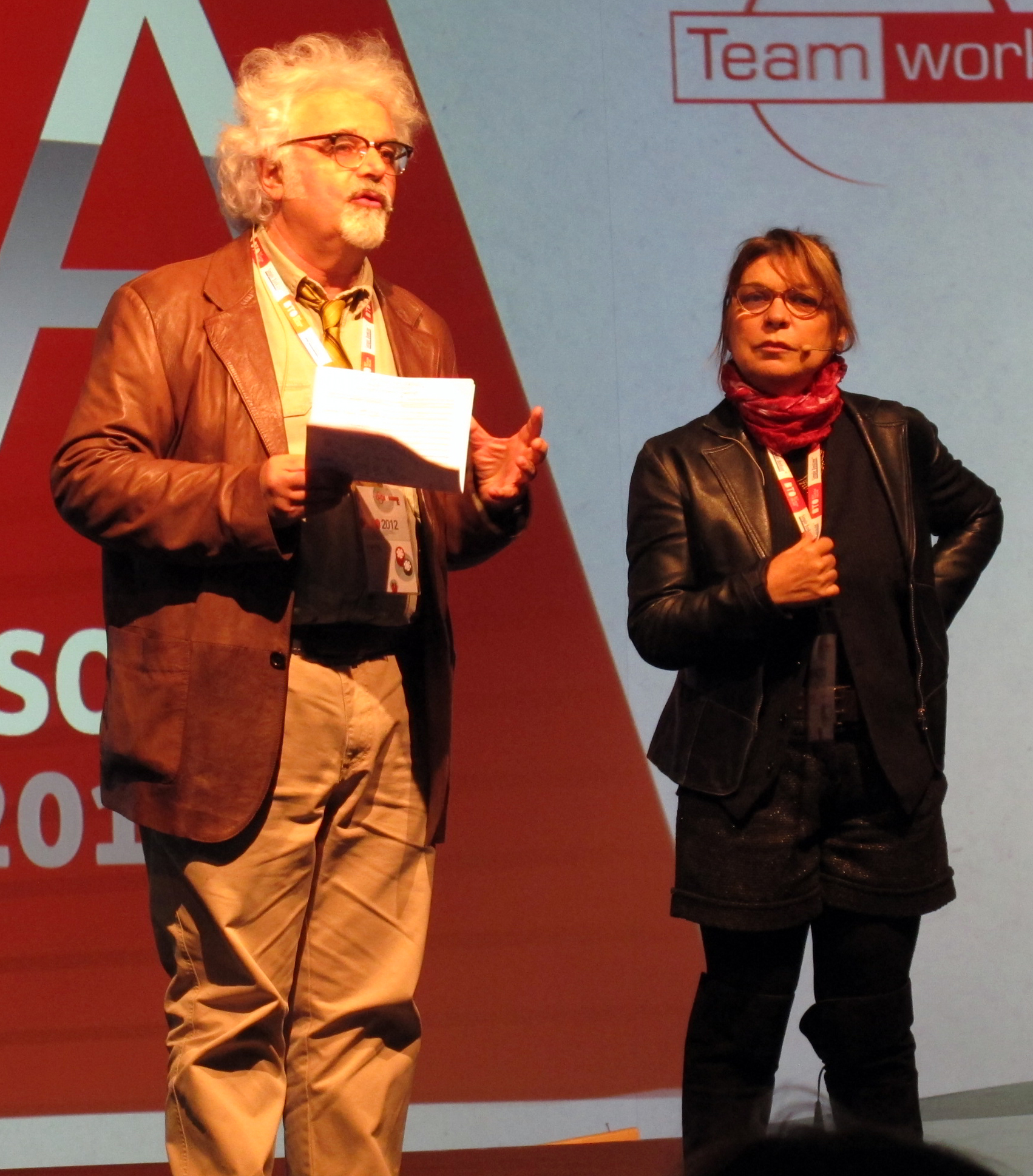
Syusy Blady e Patrizio Roversi nel dicembre 2012

Dal 1982 al 2002 è stata sposata con Patrizio Roversi col quale, nel 1994, ha avuto una figlia di nome Zoe. Attualmente separata, la coppia continua a lavorare insieme e a mantenere un buon rapporto anche nella vita privata, vivendo in due case adiacenti.

## Televisione
- Lupo solitario (Italia 1, 1987)
- L'araba fenice (Italia 1, 1988)
- La TV delle ragazze (Rai 3, 1988-1989)
- Turisti per caso (Rai 3, 1991, 1994-2001, 2006)
- Velisti per caso (Rai 3, 2002-2006)
- Misteri per caso (Rai 3, 2004)
- Ultima razzia (Rete 4, 2004-2005)
- Ballando con le stelle (Rai 1, 2005-2006) Concorrente
- Evoluti per caso - Sulla rotta di Darwin (Rai 3, 2007)
- In viaggio con Darwin (Sky Uno, 2009)
- I popoli del mare (Yacht & Sail, 2009-2010)
- Italia Slow Tour (Rete 4, 2012-2014)
- In viaggio con la zia (Rai 1, 2016)
- In viaggio con mia figlia (Rete 4, 2018)

## Libri
- Manuale della tap model, Longanesi, 1990, ISBN 88-304-0936-7.
- Syusy Blady e Sandro Toni, Vocabolario sessuato. 99 sguardi sul mondo della femminista e del misogino, Feltrinelli, 1993, ISBN 88-07-81254-1.
- Syusy Blady e Patrizio Roversi, Di passaggio in India, Franco Cosimo Panini, 1994, ISBN 88-7686-363-X.
- Syusy Blady e Patrizio Roversi, Le valli del Panaro e del Samoggia, Touring Club Italiano, 1997, ISBN 88-365-1244-5.
- Syusy Blady e Patrizio Roversi, Quel poco che abbiamo capito del mondo facendo i Turisti per caso, Einaudi Stile Libero, 2000, ISBN 88-06-15551-2.
- Tango inesorabile, Einaudi Stile Libero, 2004, ISBN 88-06-16941-6.
- Syusy Blady, Patrizio Roversi e Martino Ragusa, Golosi per caso. Viaggio nel mondo dei sapori, Edagricole-New Business Media, 2005, ISBN 88-506-4997-5.
- Syusy Blady, Patrizio Roversi e Martino Ragusa, Turisti di cibo. Il grand tour del buon mangiare, Edagricole-New Business Media, 2006, ISBN 88-506-5206-2.
- Syusy Blady e Patrizio Roversi, Misteri per caso, Rizzoli, 2011, ISBN 978-88-17-04817-0.
- Syusy Blady e Patrizio Roversi, Un viaggio tra le Dee, GoodMood, 2014, ISBN non esistente.
- Syusy Blady, Karl Kello e Felice Vinci, Il meteorite iperboreo, traduzione di Ülle Toode e Gianni Glinni, Pendragon, 2016, ISBN 978-88-6598-806-0.
- I miei viaggi che raccontano tutta un'altra storia, Verdechiaro, 2017, ISBN 978-88-6623-295-7.
- Syusy Blady e Giovanni Zucca, Il paese dei cento violini, Piemme Edizioni, 2017, ISBN 978-88-566-5509-4.
- Syusy Blady, La Dea che creò l'uomo, prefazione di Alessandro Demontis, Uno Editori, 2020, ISBN 978-88-3380-156-8.

## Filmografia parziale

### Attrice
- Investigatori d'Italia, regia di Paolo Poeti – miniserie TV (1987)
- Operazione pappagallo, regia di Marco Di Tillo (1988)
- La voce della Luna, regia di Federico Fellini (1990)
- L'ispettore Coliandro, regia di Manetti Bros. (2017)

### Regista
- Ciccio Colonna (Cortometraggio) con Stefano Bicocchi, in arte Vito (2001)

### Doppiatrice
- Regina Isabella in I fantastici viaggi di Gulliver[8]

## Discografia

### Singoli
- 1987 - Ninna nanna yeah/Tocca toccami (7")

### Partecipazioni
- 1987 - Lupo Solitario (LP)
- Ninna nanna yeah, sigla di coda del programma Lupo solitario
- Sballo a Cesenatico
- Miss Italia
- Tango col topo / (Di Tillo) dal film Operazione Pappagallo di Marco Di Tillo
- Tocca toccami, ironica cover di un brano del Rocky Horror Picture Show
- Tin tin Berimbau, 49º Zecchino d'Oro